# Brooklyn Park, Minnesota
Brooklyn Park, Minnesota là một thành phố thuộc quận trong tiểu bang Minnesota, Hoa Kỳ. Thành phố có diện tích  km², dân số theo điều tra năm 2000 của Cục điều tra dân số Hoa Kỳ là 75.781 người.
Brooklyn Park là thành phố đông dân thứ sáu nhất trong tiểu bang Minnesota. Thành phố nằm trên bờ phía tây của sông Mississippi thượng nguồn từ trung tâm thành phố Minneapolis ở miền bắc quận Hennepin. Brooklyn Park là khu ngoại ô lớn thứ hai của Minneapolis-Saint Paul, vùng đô thị lớn nhất thứ mười sáu tại Hoa Kỳ, với khoảng 3,2triệu cư dân. Dân số là 75.781 người, tại cuộc điều tra dân số 2010.
Thành phố này có sân golf Edinburgh USA, Cao đẳng cộng dồng Bắc Hennepin và một khuôn viên của trường Cao đẳng kỹ thuật Hennepin. Brooklyn Park là một "cộng đồng phòng ngủ" của Minneapolis và St Paul.
Theo Cục Điều tra Dân số Hoa Kỳ, thành phố có tổng diện tích 26,5 dặm vuông (69  km²), trong đó, 26,1 dặm vuông (68  km²) của nó là đất và 0,5 dặm vuông (1,3  km²) của nó (1,85%) là nước.
Các xa lộ gồm Interstates 94 và 694, US Route 169, xa lộ bang Minnesota 252 và 610 và County Road 81 năm của các tuyến huyết mạch chính trong thành phố.